# منهج سكني
المنهج السكني هو إطار تستخدمه الكليات والجامعات لإنشاء فرص وبرامج تعليمية للطلاب خارج الفصل الدراسي ومساكن الكلية.
فهو يوفر الفرصة للطلاب لتعلم مهارات قيمة لحياتهم الشخصية والمهنية.